# 루머의 루머의 루머
《루머의 루머의 루머》(영어: 13 Reasons Why)는 미국의 웹 드라마로, 2017년 3월부터 2020년 6월까지 넷플릭스를 통해 방영됐다. 제이 애셔의 동명 소설을 원작으로 한다.

## 줄거리
클레이 젠슨의 친구 해나 베이커의 자살 사건으로 학교는 어수선한 분위기가 놓인다. 며칠 후 클레이에게 일곱 개의 카세트 테이프가 담긴 소포가 도착한다. 테이프를 재생한 클레이는 자살하기 전 해나가 테이프들을 제작했음을 알게된다. 테이프 속 해나의 음성은 자신이 죽은 13가지 이유를 소개하며, 클레이 역시 이에 연루되어있음을 암시한다.

## 출연자
- 딜런 미넷 - 클레이 젠슨 역
- 캐서린 랭퍼드 - 해나 베이커 역
- 크리스천 나바로 - 토니 파디야 역
- 알리샤 부 - 제시카 데이비스 역
- 브랜던 플린 - 저스틴 폴리 역
- 저스틴 프렌티스 - 브라이스 워커 역
- 마일스 하이저 - 알렉스 스탠달 역
- 로스 버틀러 - 잭 뎀프시 역
- 데빈 드루이드 - 타일러 다운 역
- 미셸 셀린 앙 - 코트니 크림슨 역
- 스티븐 실버 - 마커스 콜 역
- 에이지오나 알렉서스 - 셰리 홀랜드 역
- 토미 도프먼 - 라이언 셰이버 역
- 소지 베이컨 - 스카이 밀러 역
- 브랜던 라라쿠엔테 - 제프 앳킨스 역
- 데릭 루크 - 케빈 포터 역
- 케이트 월시 - 올리비아 베이커 역
- 브라이언 다시 제임스 - 앤디 베이커 역
- 에이미 하그리브스 - 레이니 젠슨 역
- 조시 해밀턴 - 맷 젠슨 역
- 티머시 그라나데로스 - 몽고메리 데 라 크루즈 역
- 스티븐 웨버 - 게리 볼런 역
- 케이코 아게나 - 팸 브래들리 역
- 마크 펠레그리노 - 빌 스탠달 역
- 조지프 C. 필립스 - 그레그 데이비스 역
- 신디 청 - 캐런 뎀프시 역
- 헨리 자가 - 브래드 역
- 조지아 위검 - 캣 역
- 로버트 갠트 - 토드 크림슨 역
- 윌슨 크루즈 - 데니스 바스케스 역
- 브렌다 스트롱 - 노라 워커 역
- 제이크 웨버 - 배리 워커 역
- 메러디스 먼로 - 캐럴린 스탠달 역
- R.J. 브라운 - 케일럽 역
- 앤 윈터스 - 클로이 라이스 역
- 브라이스 캐스 - 사이러스 역
- 첼시 올든 - 매켄지 역
- 앨리슨 밀러 - 소냐 스트럴 역
- 브랜던 버틀러 - 스콧 리드 역
- 서맨사 로건 - 니나 존스 역
- 켈리 크리스틴 오하라 - 재키 역
- 벤 로슨 - 릭 블로디미어즈 역

## 같이 보기
- Z세대
- 밀레니얼 세대